# Gare de Windsor
Ne doit pas être confondu avec Gare Windsor.
La  gare de Windsor est une gare ferroviaire canadienne terminus de la ligne de Québec à Windsor. Elle est située à Windsor, en Ontario.
Windsor est une gare de Via Rail Canada.

## Situation ferroviaire
Établie à 180 mètres d'altitude, la gare de Windsor est le terminus de la ligne de Québec à Windsor, après la gare de Chatham.

## Histoire

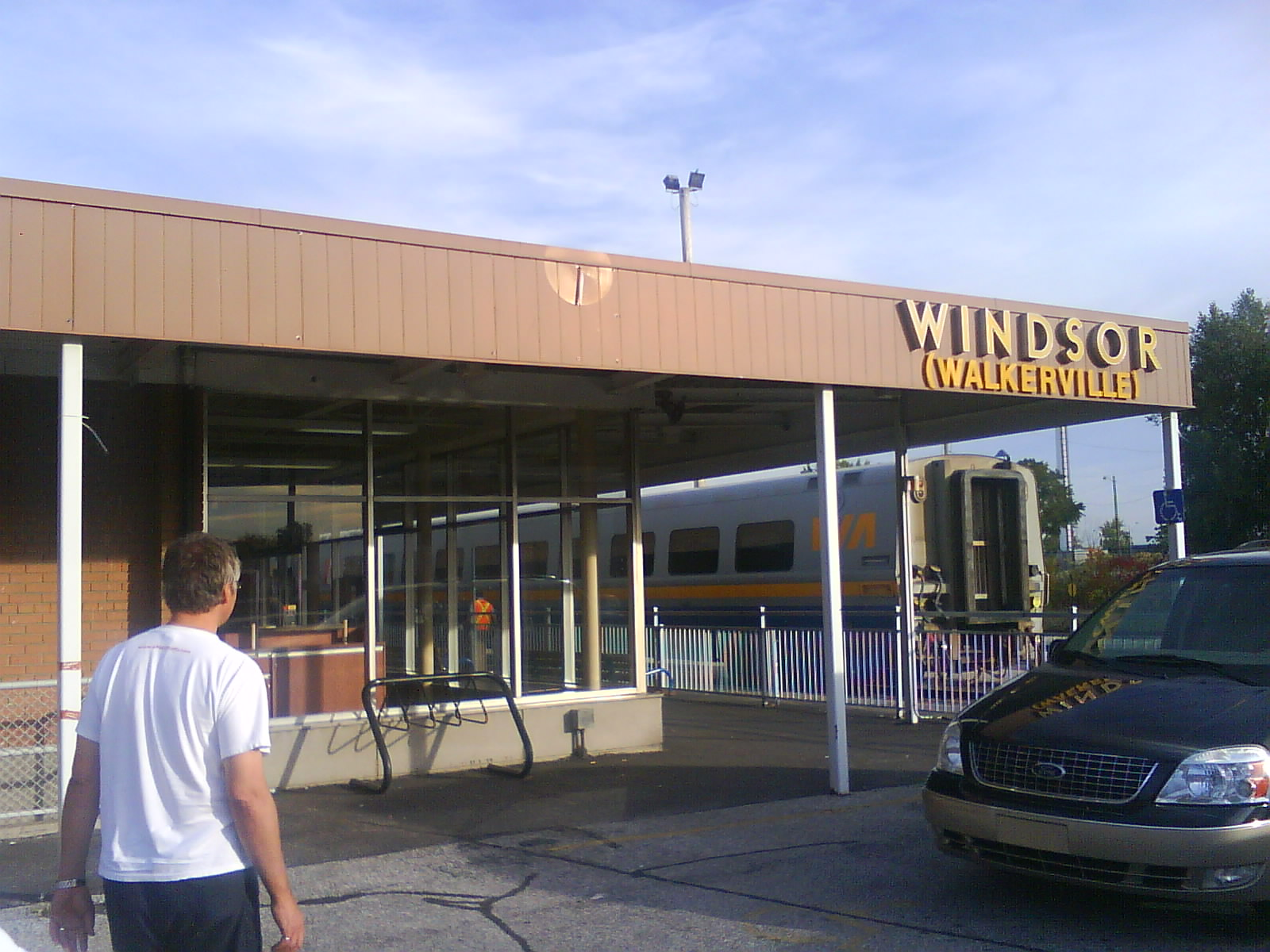
Ancienne Gare de Windsor

## Service des voyageurs

### Accueil
Windsor est une gare, avec perssonel, de Via Rail Canada, qui dispose d'un bâtiment voyageurs avec des services. Elle est aménagée pour les personnes à la mobilité réduite.

### Desserte
La gare est le terminus des trains Toronto-Windsor.

### Intermodalité
L agare dispose : d'un lieu fermé pour les vélos et d'un parking payant pour les véhicules. Une station de taxi et des transports en commun routiers ont un arrêt à proximité..